# Рейфирж, Йозеф
Йозеф Рейфирж (чеш. Josef Rejfíř; 22 сентября 1909, Прага — 4 мая 1962, Прага) — чехословацкий шахматист, международный мастер (1956).
В составе национальной сборной участник 7-и Олимпиад (1928—1935, 1956—1958). На 4-й Олимпиаде в Праге (1931) показал 3-й результат на своей доске.